# Palazzo dei Priori (Viterbo)
Il Palazzo dei Priori è l’edificio più importante della duecentesca Piazza del Plebiscito, gran parte del luogo dove sorge era occupato dal grande cimitero di Sant’Angelo e dal suo porticato.
È ancora oggi sede del Municipio, ma è possibile visitare le sale interne insieme al sottostante Museo dei Portici dove sono conservate le due pale d'altare di Sebastiano del Piombo (Pietà e Flagellazione)

## Storia
L’origine del Palazzo rimane dubbia, alcuni ritengono che sia stato costruito nello stesso periodo del Palazzo del Podestà e del capitano del Popolo (nel Duecento), secondo altri risalirebbe al tempo di Papa Pio II (1460).
La storia dell’edificio si svolse sotto la tutela della famiglia Della Rovere, dapprima con Sisto IV e successivamente con Giulio II.
Francesco Della Rovere (Sisto IV) nominato nuovo Governatore del Patrimonio, intimò ai Priori di cedergli il loro palazzo (Palazzo apostolico-ora Prefettura) e di trasferirsi in quello ancora in fase di costruzione, da sistemazione provvisoria il nuovo palazzo divenne così la sede stabile dei Priori.

## Descrizione

### Esterni
Il Palazzo si presenta con un portico di nove arcate, otto finestre di tipo guelfo al primo piano e l’imponente stemma della quercia dei Della Rovere.
L’aspetto più interessante delle finestre del Palazzo dei Priori è la presenza di iscrizioni in capitale epigrafica, elemento nuovo nel panorama del quattrocento viterbese, tale usanza era adottata sistematicamente dalle committenze di papa Sisto IV della Rovere, mentre le colonne del porticato riecheggiano tipologie arcaizzanti del Medioevo.

#### Cortile interno
Il cortile interno fu realizzato intorno alla fine del cinquecento e ultimato nel 1632, come testimonia l’epigrafe del colonnato inferiore.
All’interno si trovano numerosi sarcofagi etruschi, iscrizioni lapidee e stemmi delle varie famiglie nobiliari e dei pontefici, nonché la fontana seicentesca (opera di scalpelli viterbesi sul probabile progetto di Filippo Caparozzi), gli elementi di maggior rilievo sono le due coppie di delfini e i due leoni rampanti sulla sommità realizzati in bronzo, opera ottocentesca.

### Interni

#### Cappella Palatina
I lavori di realizzazione della Cappella iniziarono nel 1599; nel 1610 si avviano i lavori di Filippo Caparozzi e Marzio Ganassini che si dedicarono alla realizzazione degli affreschi riguardanti storie della Vergine.
Cinque anni dopo i Conservatori commissionarono a Bartolomeo Cavarozzi, pittore Viterbese, la pala d’altare con un altro episodio della vita della Vergine, la Visitazione (cioè l’incontro tra Maria incinta e sua cugina Elisabetta, anche lei incinta di San Giovanni Battista)
In controfacciata sono visibili santi e beati viterbesi, le iscrizioni che riportano i nomi dei santi sono del 1861 apportate dal vescovo di Viterbo Bedini.
Negli stralci di stemmi si intravedono in quello di sinistra il martirio di San Lorenzo e in quello di destra la chiesa di Sant’Angelo in Spatha.

#### Sala della Madonna
Con buona probabilità il primo affresco realizzato fu la lunetta con la Vergine in trono col Bambino, San Giovannino e San Lorenzo (la cronologia è abbastanza discussa, dato che la data di realizzazione viene anticipata nel 1488 e attribuita a Giovanni Francesco d’Avanzarano), mentre è più probabile collegare la realizzazione del dipinto all’iscrizione sottostante che celebra il pontificato di Giulio II della Rovere (1503).
Gli affreschi della sala sono apertamente dedicati all’esaltazione del principale luogo di culto mariano della Tuscia: il Santuario di Santa Maria della Quercia, a circa 2 km da Viterbo, sorto nel Quattrocento sotto l’egida della famiglia della Rovere.
Tra le due finestre è raffigurata la processione del 1467 al Santuario della Quercia, raccontata da Niccolò della Tuccia, che sancisce quel Patto d’amore tra Viterbo e la Madonna. Ancora oggi la processione si ripete ogni anno.

#### Sala Regia
La Sala Regia era nota originariamente come Sala Maggiore, presenta un vasto ciclo pittorico la cui realizzazione fu affidata dai Priori a Baldassarre Croce  tra il 1588-1592. All’interno di un finto colonnato trovano spazio le storie mitiche e reali della città di Viterbo, dall’antichità al cinquecento e la raffigurazione dei suoi uomini illustri.
Il ciclo ci narra eventi come la fondazione attribuita a Noè, l’istituzione della cattedra vescovile nel 1192, fino a giungere alla Fondazione dei Cavalieri del Giglio da parte di papa Paolo III Farnese,
All’interno di nicchie sono raffigurati i più significativi rappresentanti della dinastia dei Paleologi, imperatori bizantini che la tradizione locale voleva originari di Viterbo;
Le porte finte con affaccio di personaggi risentono della corrente artistica veneta del Veronese.
Sopra le porte delle pareti minori sono rappresentati i 4 cardinali viterbesi più importanti: Fazio da Viterbo, Marco da Viterbo, Egidio da Viterbo, Raniero Capocci.
All’interno dei 36 medaglioni a forma di cammeo sono stati aggiunti in epoche successive i ritratti di vescovi di origine viterbese. Nella parete lunga sono raffigurate delle cartografie
Altrettanto importante sono i paesaggi dipinti sul soffitto a cassettoni realizzati da Ludovico Nucci e Tarquinio Ligustri alla fine del Cinquecento, essi rappresentano in sedici riquadri 33 castelli in passato dominati da Viterbo.

#### Sala del Consiglio
La decorazione della sala risale al 1559 quando Teodoro Siciliano raffigurò personaggi mitologici e storici, fantasticamente collegati alle origini di Viterbo oppure storicamente esistiti (Desiderio, ultimo re dei Longobardi, i primi due re dei Franchi, Pipino il Breve e Carlo Magno e Annio da Viterbo).
I personaggi sono quasi sempre rappresentati nudi o in abbigliamento militare romano e si avverte un influsso michelangiolesco.
Gli affreschi di Teodoro Siciliano sono un anacronismo iconografico, che si collega al tema degli uomini Illustri che aveva goduto di grande popolarità durante il ‘400. Tale tema trae origine dalla consuetudine del modo antico di celebrare i propri eroi con statue, colonne, archi trionfanti, reinterpretata nel classicismo rinascimentale dalla pittura parietale.
Le raffigurazioni degli uomini Illustri sono inserite all’interno dei grandi nicchioni, realizzati in figure più grandi del vero, con classiche armature guerresche o con indumenti primitivi. Il loro ordine è: Il Re Atlante, Còrito, Iasio,Ercole, Terbus Thirrenus, Herculis Nepos, Desiderio re dei Longobardi, Carlo Magno e Pipino viene accompagnata da elogi in latino o volgare: il fine è celebrare le origini di una città, di un casato o delle glorie civili e culturali contemporanee.
Tra le due finestre della parete orientale si trova la “bigoncia” (pulpito accademico dove poteva salire chi volesse esprimere delle pubbliche richieste al Consiglio) utilizzata fino all’annessione di Viterbo allo Stato Italiano e alla conseguente scomparsa dello Stato Pontificio. (In memoria dell’annessione di Viterbo al Regno d’Italia nel cortile è presente una lapide marmorea che ricorda il plebiscito del 2/10/1870 -12 giorni dopo la breccia di Porta Pia - che portò alla definitiva scissione di Viterbo dal potere pontificio).

#### Sala dei Paesaggi o delle Bandiere
Completamente restaurata verso la fine del XVII secolo fu decorata con riquadri paesaggistici attribuiti a Giuseppe Torriani, come nella sala Regia torna protagonista la veduta naturalistica, non più relegata nello spazio “marginale” del soffitto.
Dal luglio 2020, dopo un intervento di restauro sotto la direzione della soprintendenza alle Belle Arti, è qui conservato lo stendardo processionale su due facce raffigurante storie, martirio ed estasi di Sant’Orsola; si tratta di una tela di grandi dimensioni (280x180cm) che si trovava presso la Chiesa di Sant’Orsola.
Particolarità: la finestra della sala dei Paesaggi ha un pilastrino mobile, questo può essere tolto per garantire una migliore visione della discesa della Macchina di Santa Rosa a personaggi di rilievo che vengono in visita alla città (es. Papa Giovanni Paolo II nel 1986).

## Galleria d'immagini

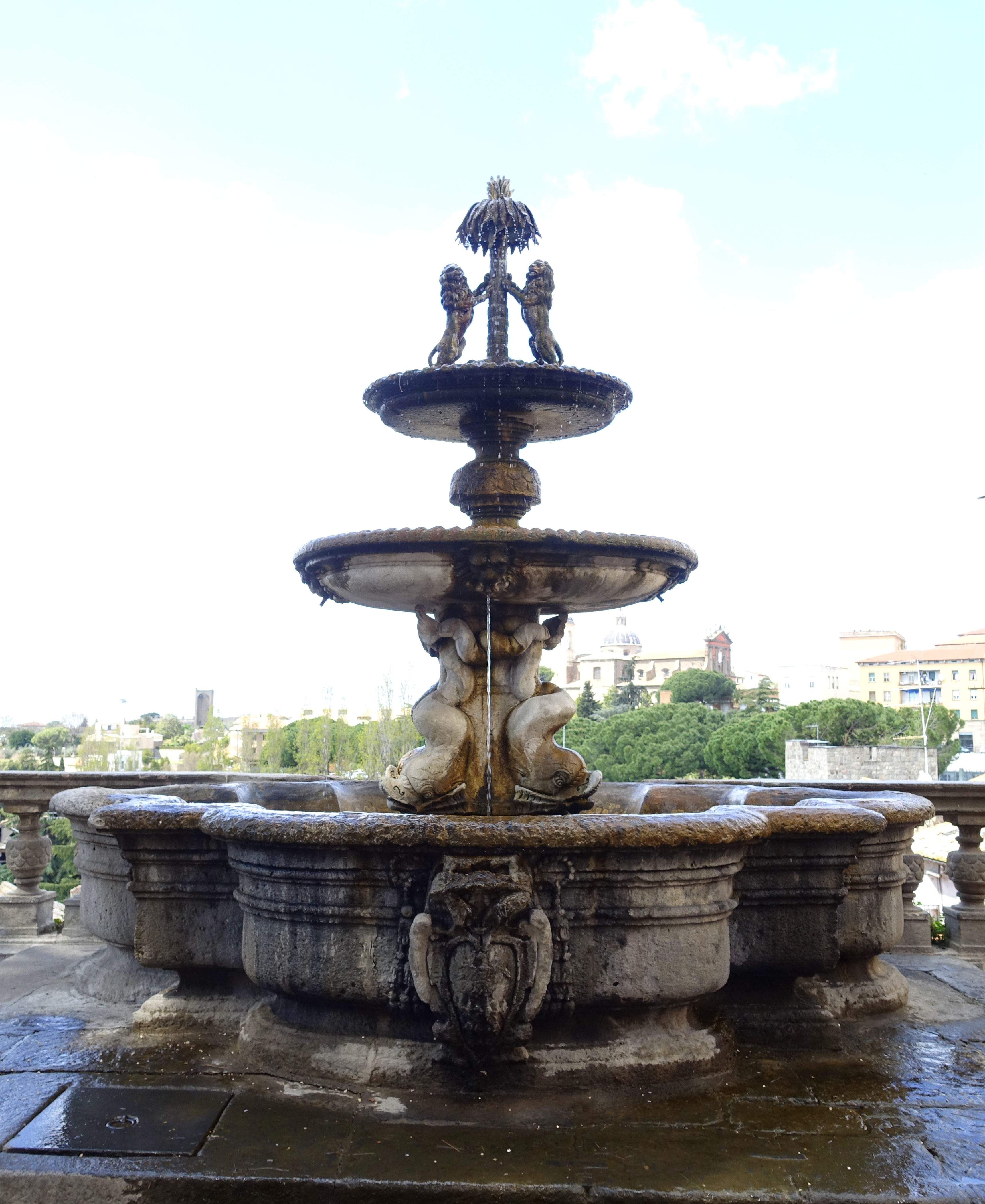
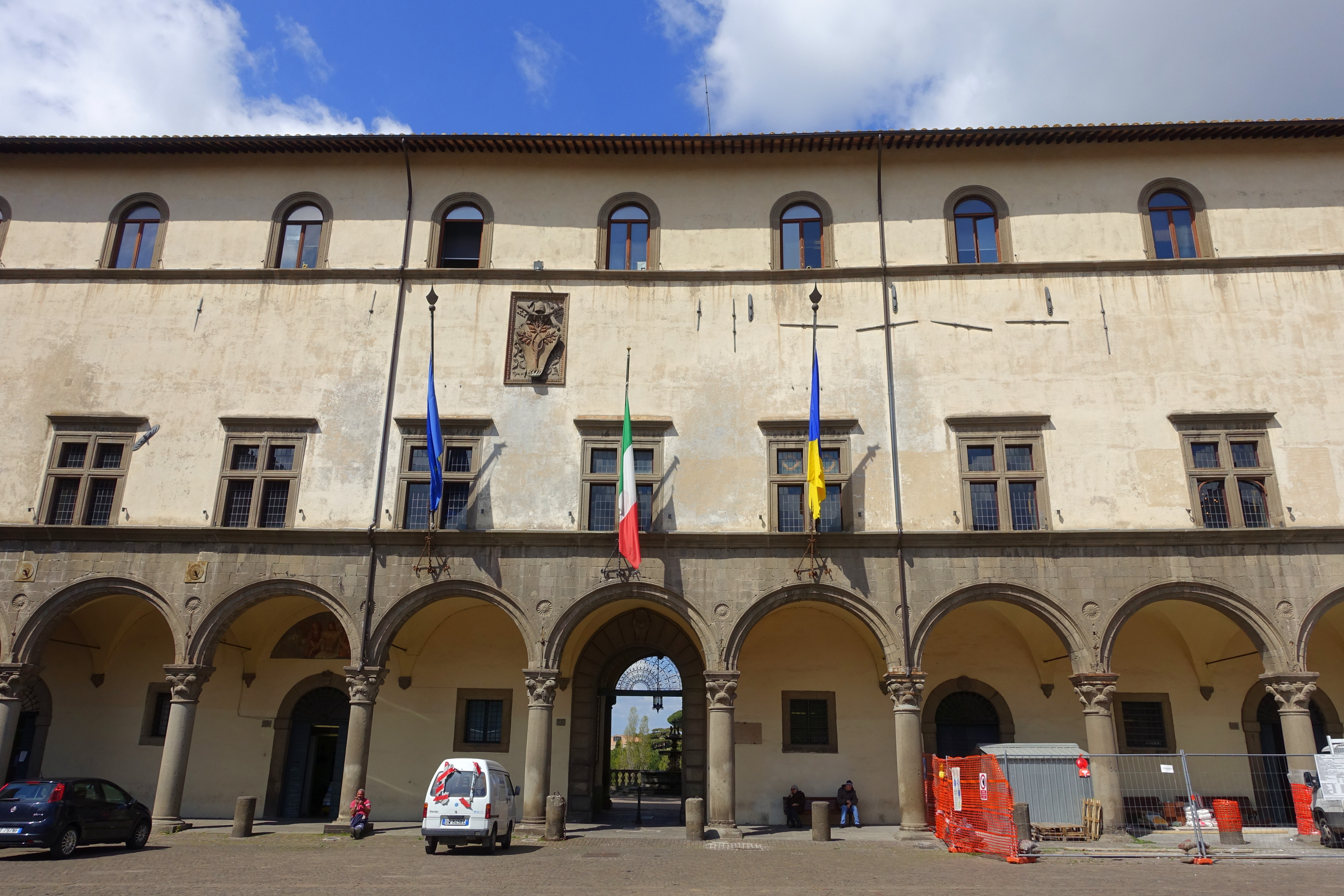
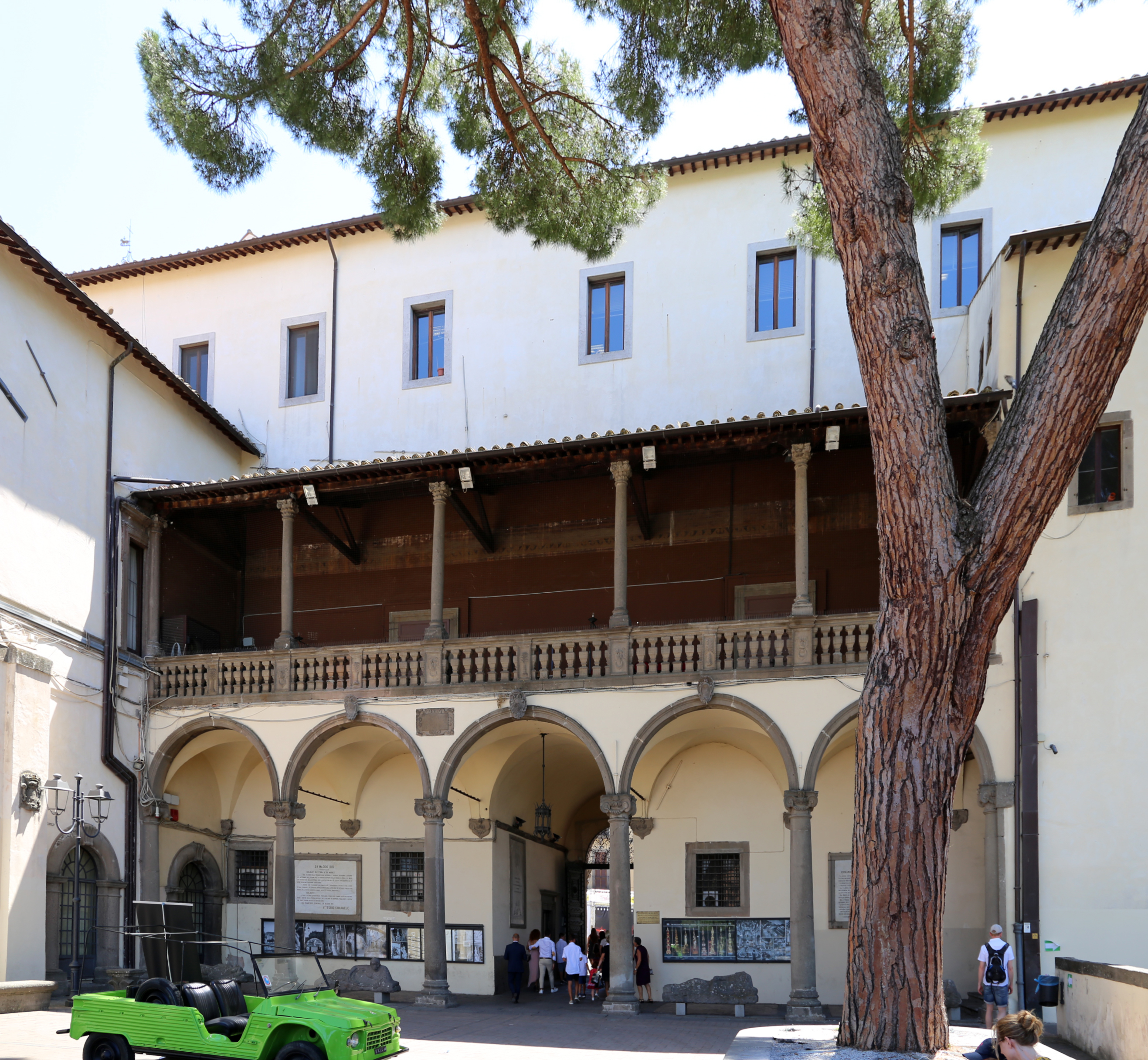